# 테세우스의 배

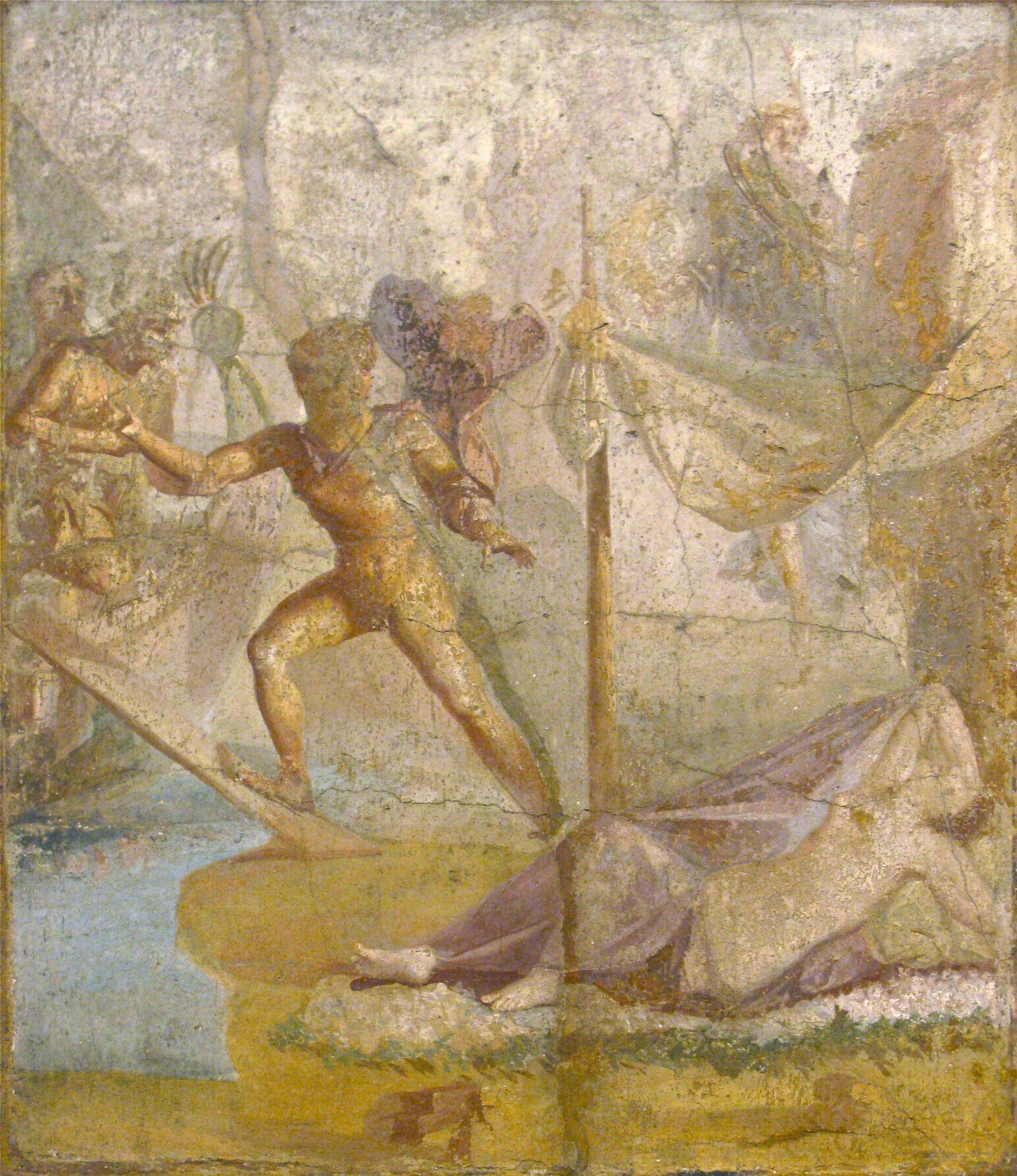
크레타에서 탈출하는 테세우스와 아리아드네 공주를 그린 폼페이의 프레스코화. 플루타르코스에 따르면 아테네인들은 테세우스가 탈출할 때 탑승한 배를 보존하며 썩은 부분을 교체해 왔다.

테세우스의 배는 그리스 신화에 등장하는 역설로, 대상의 원래 요소가 교체된 후에도 그 대상은 여전히 동일한 대상인지에 대한 사고 실험이다. 그리스 신화의 영웅이며 아테네의 왕이었던 테세우스의 전설에 따르면, 테세우스는 괴물 미노타우로스를 죽인 후 미노스 왕으로부터 아테네의 아이들을 구출하여 델로스로 가는 배를 타고 탈출하였다. 매년 아테네인들은 아폴론을 기리기 위해 델로스로 순례하는 배를 타고 이 테세우스의 전설을 기념했다. 그런데 고대의 철학자들은 "수 세기가 지나 테세우스의 배의 모든 부분이 교체된다면 그 시점의 배는 원래 배와 여전히 같은 배라고 할 수 있는가?"라는 질문을 던졌다.
이는 “배의 모든 부분이 교체되었더라도 그 배는 여전히 ‘바로 그 배’인가?”라는 질문으로 요약할 수 있으며, 경우에 따라 “배의 부품을 교체하면서 원래 부품은 모두 창고에 두었다가, 모두 교체한 뒤 창고에 모인 부품으로 배를 하나 조립했다면, 무엇이 진정 ‘원래 배’인가?”라는 질문으로 확장되기도 한다.

## 역사
원래 테세우스의 배 역설은 배의 모든 부분이 교체되더라도 이 배가 여전히 같은 배인지에 대한 담론을 다루고 있다. 문제의 설명은 플루타르코스의 플루타르코스 영웅전 테세우스 편에 보존되어 있다.
테세우스와 아테네의 젊은이들이 탄 배는 서른 개의 노가 달려 있었고, 아테네인들에 의해 데메트리오스 팔레레우스의 시대까지 유지 보수되었다. 부식된 헌 널빤지를 뜯어내고 튼튼한 새 목재를 덧대어 붙이기를 거듭하니, 이 배는 철학자들 사이에서 일어나는 ‘자라는 것들에 대한 논리학적 질문’의 살아있는 예가 되었는데, 어떤 이들은 배가 그대로 남았다고 여기고, 어떤 이들은 배가 다른 것이 되었다고 주장하였다.— 플루타르코스, Life of Theseus 23.1

수 세기가 지난 후 철학자 토머스 홉스는 사고 실험을 확장하여 아테네인들이 교체한 모든 배의 썩은 부분들을 모아 관리인이 두 번째 배를 만드는 상황을 가정하였다. 홉스는 관리인의 배와 아테네인들의 배 중 어느 배가 원래 '테세우스의 배'와 같은 배인지 질문을 던졌다.
홉스는 두 배가 원래 배와 비교하였을 때 두 가지 서로 다른 정체성 또는 동일성에 대한 정의를 나타낸다고 생각하였다. 1) 재료를 완전히 교체함으로써 유지되는, 원래 배와 동일한 형태를 유지하고 있는 배 2) 그리고 원래 배와 완전히 동일한 재료로 만들어졌으나, 원래 배의 목재가 하나라도 교체되는 시점에서 100% 동일하지는 못한 배이다.

## 제안된 해답
테세우스의 배 역설은 대상과 대상을 구성하는 물질 간의 관계를 결정하는 문제, 즉 물질 구성(material constitution) 문제의 한 예라고 생각할 수 있다.

### 구성은 정체성이 아니다
스탠포드 철학 백과사전에 따르면 가장 대중적인 해답은 배가 만들어진 재료는 배와 같은 대상이 아니고, 단순히 두 대상이 같은 시간에 같은 공간을 차지하고 있었던 것뿐이라는 결론을 받아들이는 것이다.

### 시간적 부분
데이비드 루이스가 제시한 또 다른 대중적인 이론은 모든 대상을 각각 시간적으로 구별되는 삼차원의 시간 조각으로 나누는 것이다. 이를 통해 서로 다른 배 두 척이 모든 시점에서 서로 다르다고 생각하면, 두 배가 동시에 같은 공간에 존재한다는 문제를 피할 수 있다.

### 인지과학
노엄 촘스키에 따르면 이러한 사고 실험은 우리의 마음이 외부 세계에 의존한다고 생각하는 극단적인 외재주의로 인해 발생한다. 촘스키는 인간의 직관은 자주 잘못되기 때문에, 자연과학의 관점에서 보면 테세우스의 배 문제를 무너뜨릴 수 있다고 주장한다. 인지과학은 이 사고 실험을 인간 마음의 조사 방법으로 간주한다. 사람의 혼란에 대해 연구하면 뇌의 작동 방식에 대해 많은 것을 알 수는 있겠지만 사람과 독립적인 외부 세계의 본질에 대해서는 거의 알 수 없다.
이러한 관찰에 따르면 인지과학은 테세우스의 배를 하나의 사물이나 객관적으로 존재하는 여러 부분의 집합체가 아닌, 지각적인 연속성을 가진 조직적 구조로 생각한다.

## 같이 보기
- 지속주의
- 공 (불교)

## 참고 문헌
- Blackburn, Simon, 편집. (2016). 〈Ship of Theseus〉. 《The Oxford dictionary of philosophy》 Thi판. Oxford. ISBN 9780191799556.
- Chomsky, Noam (2009년 1월 29일).  Massimo Piattelli-Palmarini; Juan Uriagereka; Pello Salaburu, 편집. 《Of Minds and Language: A Dialogue with Noam Chomsky in the Basque Country》. Oxford University Press. 382쪽. ISBN 978-0-19-156260-0.
- Chomsky, Noam (2010). 《Chomsky Notebook》. Columbia University Press. 9쪽. ISBN 978-0-231-14475-9.
- Grand, Steve (May 2003). 《Creation: Life and How to Make It》 (영어). Harvard University Press. ISBN 978-0-674-01113-7. 2022년 9월 24일에 확인함.
- Hobbes, Thomas (1656). 〈On Identity and Difference〉. 《Elements of philosophy: the first section, concerning body》. London: R & W Leybourn. 100-101쪽. 2022년 9월 24일에 확인함.
- Huang, Jing; Ganeri, Jonardon (2021). “Is this me? A story about personal identity from the Mahāprajñāpāramitopadeśa / Dà zhìdù lùn”. 《British Journal for the History of Philosophy》 29 (5): 739–762. doi:10.1080/09608788.2021.1881881. S2CID 233821050.
- McGilvray, James (2013년 11월 25일). 《Chomsky: Language, Mind and Politics》. Polity. 72–쪽. ISBN 978-0-7456-4990-0.
- Rea, Michael Cannon, 편집. (1997). 〈Introduction〉. 《Material Constitution: A Reader》 (영어). Rowman & Littlefield. ISBN 978-0-8476-8384-0. 2022년 9월 24일에 확인함.
- Wasserman, Ryan (2009). 〈Material Constitution〉.   Zalta, Edward N.; Nodelman, Uri. 《Stanford Encyclopedia of Philosophy》 (영어).

## 추가 자료
- Brown, Christopher (2005년 5월 15일). 《Aquinas and the Ship of Theseus: Solving Puzzles about Material Objects》 (영어). A&C Black. ISBN 978-1-84714-402-7. 2022년 9월 24일에 확인함.
- Deutsch, Harry; Garbacz, Pawel (2002). 〈Relative Identity〉.   Zalta, Edward N.; Nodelman, Uri. 《Stanford Encyclopedia of Philosophy》 (영어).